# Морфин (филм, 2008)
„Морфин“ (на руски: Морфий; на английски: Morphine) е руски драматичен филм на режисьора Алексей Балабанов по мотиви от автобиографичните разкази „Записки на младия лекар“ на Михаил Булгаков. Снимките са направени в Углич, Ярославска област.

## Сюжет
В късната есен на 1917 година в малка околийска болница пристига младият лекар Поляков (Бичевин). Млад и неопитен, той веднага се сблъсква с реалността и трудностите с усвояването на тънкостите на професията си. Първият му пациент умира пред очите му вследствие на усложнения от дифтерия. Страхувайки се да не се зарази, докторът моли медицинската сестра Анна (Дапкунайте) да го ваксинира, но същата вечер получава силен сърбеж на мястото на инжектиране. Медсестрата му дава морфин за обезболяване. Чувствайки облекчение, той моли за повторна инжекция, след което започва сам да си набавя наркотичното вещество.

## Актьорски състав
- Леонид Бичевин
- Ингеборга Дапкунайте
- Светлана Писмиченко
- Андрей Панин
- Сергей Гармаш
- Алексей Полуян
- Валерий Зайцев
- Александър Мосин
- Ирина Ракшина
- Данил Шигапов